# 2023年10月美國眾議院議長選舉
2023年10月美國眾議院議長選舉（英語：October 2023 Speaker of the United States House of Representatives election）是由於2023年10月3日美國眾議院表決通過騰出議長職位，相當於罷免議長凱文·麥卡錫，眾議院需要在短期舉行選舉，重新選出眾議院議長。眾議院在2023年10月17日起舉行選舉。此前麥卡錫在經歷美國164年來最漫長的議長選舉後，在2023年1月7日當選第56任眾議院議長，但僅在任9個月，隨即成為美國首位被罷免的眾議院議長。隨後麥卡錫表明不會重新參與議長選舉。经过四轮投票，众议院最终选出邁克·約翰遜担任议长。

## 背景
2023年10月3日，美國眾議院表決通過由佛羅里達州第1選區眾議員馬特·蓋茨提出「騰出議長職位」的議會程序，即解職動議，解除奇雲·麥卡錫的眾議院議長一職，亦是美國歷史上首次有眾議院議長在任期內因罷免案通過而遭到解職。這項免職引發了一場議長選舉，以選出下一位議長。

## 過程
美國眾議院表決通過議長職位懸空後，眾議院共和黨黨團和民主黨黨團將分別舉行預選會議，決定黨內提名眾議院議長候選人，被提名人需要獲得黨團的簡單多數票。
美國眾議院在新一屆國會會期開始時或議長任內去世、辭職或罷免後進行議長選舉。自1839年以來，眾議院通過唱名表決方式選舉議長。
按照慣例，眾議院各主要政黨會在選舉會議點名前，選出一名正式提名的候選人。議員可以投票給任何一位候選人或其他眾議員。在大多數情況下，議員會投票給所屬政黨提名的候選人，投票的結果實際上取決於哪個政黨擁有較多席位。
此外，由於《美國憲法》並沒有明確規定議長必須是眾議院的在任議員，因此眾議員可以投票給任何人，其中非眾議員在過去幾年的議長選舉中均有得票，但從未出現過非眾議院議員獲得過半數票。因此，歷屆議長均是眾議院議員。 
候選人只需要獲得眾議院全體議員簡單多數票，而不是眾議院全體議員中的絕對多數票——目前眾議院有435名議員，需要獲得218票才能當選。在過去一個世紀中，只有少數只獲得簡單多數票者当选的情況，上一次就發生在2023年1月眾議院議長選舉中，當時麥卡錫以216票當選。當選票數的變化，取決於議席空缺、缺席或議員投下「出席」（棄權）票有關。如果沒有候選人勝出，則將重復投票，直到選出議長為止。

## 民主黨提名

### 候選人
- 眾議院少數黨領袖、紐約第八國會選區眾議員哈基姆·傑弗里斯[6]

## 共和黨提名

### 候選人

#### 獲提名
- 第四次提名人眾議院共和黨會議副主席邁克·約翰遜（所属核心小组：共和黨研究委員會）

#### 遭撤銷候選人提名資格
- 第二次提名人眾議院司法委員會主席吉姆·喬丹（所属核心小组：自由核心小組）：最初在黨內初選的首次投票中失敗，表態支持當時勝出的斯卡利斯，在斯卡利斯退選後於第二次投票中勝出[7][8]，但經過眾議院三輪投票仍未獲得足夠票數當選，共和黨舉行內部會議決定撤銷其提名。

#### 放棄候選人提名資格
- 第一次提名人眾議院多數黨領袖史蒂夫·斯卡利斯[9]（所属核心小组：共和黨研究委員會）：10月11日，共和黨內部會議決定提名斯卡利斯，但因確認無法取得足夠票數，斯卡利斯隔天放棄提名。
- 第三次提名人眾議院多數黨黨鞭湯姆·埃默（所属核心小组：共和黨研究委員會）：10月24日，共和黨內部會議決定提名埃默，但在強硬派和前總統特朗普反對下，埃默同一天放棄提名。

#### 未获提名
- 加州第20選區眾議員奧斯汀·斯科特[10][11][12]
- 佛羅里達州第19選區眾議員拜倫·唐納茲[13]
- 共和黨研究委員會主席凱文·赫恩[14][15]
- 密西根州第一選區眾議員傑克·貝格曼[16][17]
- 德克薩斯州第三十二選區眾議員皮特·塞申斯[18]
- 賓州第九選區眾議員丹·穆泽[19]
- 阿拉巴馬州第六選區眾議員加里·帕爾默[20]
- 眾議院國土安全委員會主席馬克·格林
- 眾議院中小企業委員會主席羅傑·威廉斯
- 田納西州第3選區眾議員恰克·弗萊舍曼

#### 拒绝
- 加州第20選區众议员凱文·麥卡錫，前眾議院議長、众议院共和党会议領袖[a][21][22]
- 科罗拉多州第四選區眾議員肯·巴克[23]
- 眾議院規則委員會主席湯姆·科爾[24]
- 佛羅里達州第一選區眾議員馬特·蓋茨[25]
- 路易斯安那州第三選區眾議員加雷特·格拉維斯[26]
- 德克萨斯州第二十一選區眾議員奇普·罗伊（英语：Chip Roy）[27]（支持乔丹）[10]

眾議院共和黨籍眾議員投票意向。
支持吉姆·喬丹 (48)
支持凯文·麦卡锡 (7) (不參選)
支持史蒂夫·斯卡利斯 (34)
支持唐納·川普 (1) (不參選)
非共和黨席位

- 眾議院共和黨會議主席埃莉斯·史蒂芬尼克[28][29]
- 美國第45任總統唐納·川普[30]（支持乔丹）[31]

### 第一次提名投票
第一次眾議院共和黨會議提名投票於2023年10月11日舉行，史蒂夫·斯卡利斯贏得了多數票，成為共和黨提名的眾議院議長候選人。但次日斯卡利斯因確認無法在決選取得足夠選票而宣布退選。
| 候選人          | 得票 | 得票率 |
| --------------- | ---- | ------ |
| 史蒂夫·斯卡利斯 | 113  | 51.4%  |
| 吉姆·喬丹       | 99   | 45.0%  |
| 其他候選人      | 8    | 3.6%   |
| 出席（棄權）    | 3    | N/A    |

### 第二次提名投票
第二次眾議院共和黨會議提名投票於2023年10月13日舉行，吉姆·喬丹贏得了多數票，成為共和黨提名的眾議院議長候選人。
| 候選人        | 得票 | 得票率 |
| ------------- | ---- | ------ |
| 吉姆·喬丹     | 124  | 60.5%  |
| 奧斯汀·斯科特 | 81   | 39.5%  |

#### 驗證投票
第二次提名投票後，眾議院共和黨會議立即舉行了一次驗證投票，詢問在場众议员們是否會支持吉姆·喬丹。最後結果是152人贊成，55人反對，1人廢票。
|      | 得票 | 得票率 |
| ---- | ---- | ------ |
| 是   | 152  | 73.4%  |
| 否   | 55   | 26.6%  |
| 棄權 | 1    | n/a    |

#### 撤銷提名投票
10月20日，在眾議院議長選舉的三輪投票失敗後，共和黨舉行內部會議進行表決，決定是否撤銷吉姆·喬丹的提名。112名共和黨籍眾議員贊成撤銷提名，86人投票保留。
|          | 得票 | 得票率 |
| -------- | ---- | ------ |
| 撤銷     | 112  | 56.6%  |
| 保留     | 86   | 43.4%  |
| 棄權     | 5    | N/A    |
| 沒有投票 | 21   | N/A    |

### 第三次提名投票

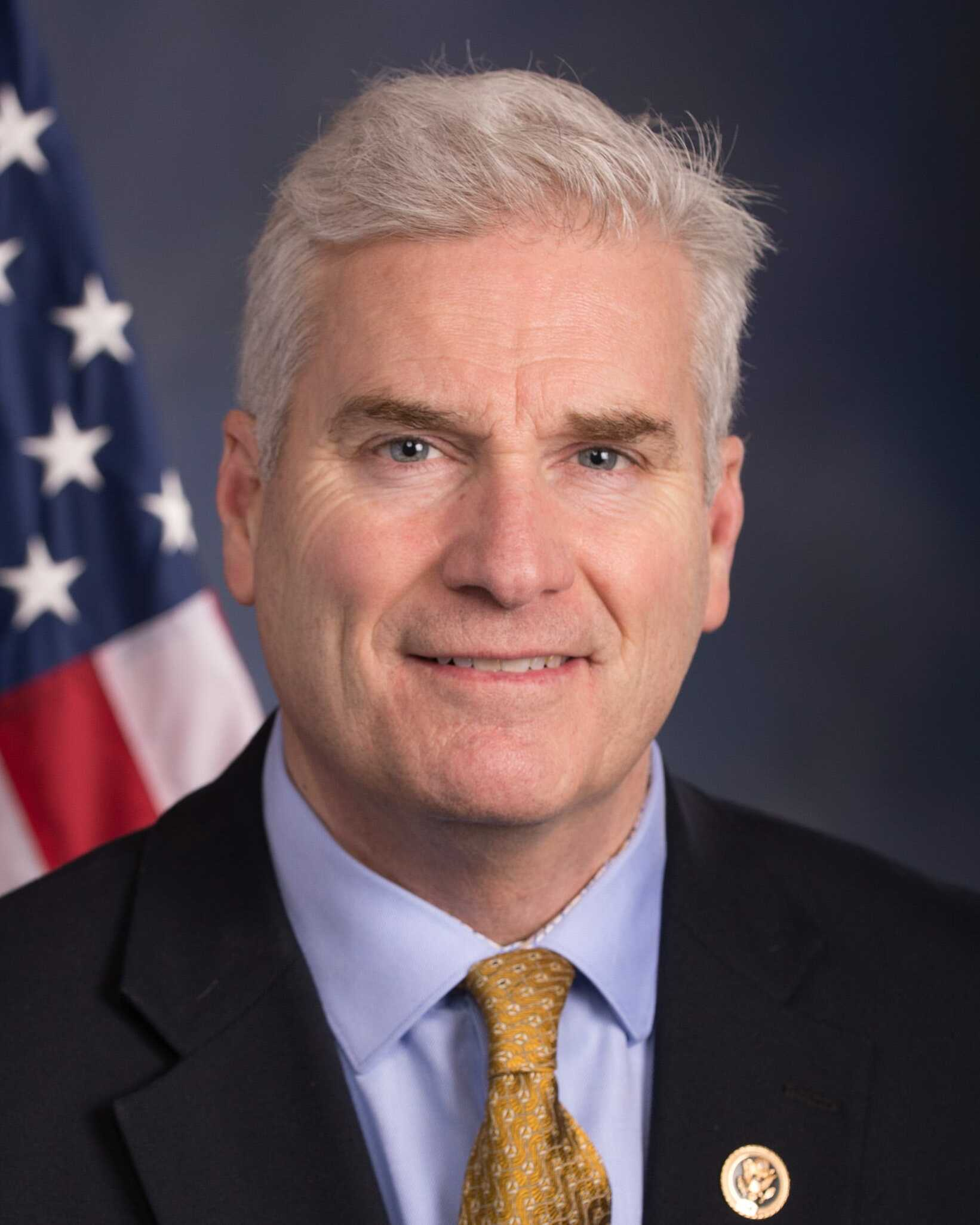
明尼蘇達州眾議員湯姆·埃默取代喬丹成為共和黨提名人，但僅僅四小時後放棄提名

10月23日，眾議院共和黨會議為參選人舉行論壇，每位參選人均簽署支持最終候選人承諾書。10月24日，共和黨會議舉行投票，從七名候選人（最初為九名）中選出提名人，投票以不記名方式閉門進行，每輪投票中獲得最少選票的候選人被淘汰，一直持續到第五輪投票，湯姆·埃默獲得多數票。
| 候選人                           | 第一輪 | 第一輪 | 第二輪 | 第二輪 | 第三輪 | 第三輪 | 第四輪 | 第四輪 | 第五輪 | 第五輪 |
| 候選人                           | 得票   | 得票率 | 得票   | 得票率 | 得票   | 得票率 | 得票   | 得票率 | 得票   | 得票率 |
| -------------------------------- | ------ | ------ | ------ | ------ | ------ | ------ | ------ | ------ | ------ | ------ |
| 湯姆·埃默                        | 78     | 36.3%  | 90     | 41.9%  | 100    | 46.3%  | 107    | 49.3%  | 117    | 53.4%  |
| 邁克·約翰遜                      | 34     | 15.8%  | 37     | 17.2%  | 43     | 19.9%  | 56     | 25.8%  | 97     | 44.3%  |
| 拜倫·唐納茲                      | 29     | 13.5%  | 33     | 15.3%  | 32     | 14.8%  | 25     | 11.5%  | 不適用 | 不適用 |
| 凱文·赫恩                        | 27     | 12.6%  | 31     | 14.4%  | 26     | 12.0%  | 25     | 11.5%  | 不適用 | 不適用 |
| 奧斯汀·斯科特                    | 18     | 8.4%   | 14     | 6.5%   | 12     | 5.6%   | 不適用 | 不適用 | 不適用 | 不適用 |
| 傑克·貝格曼                      | 16     | 7.4%   | 7      | 3.3%   | 不適用 | 不適用 | 不適用 | 不適用 | 不適用 | 不適用 |
| 皮特·塞申斯                      | 8      | 3.7%   | 不適用 | 不適用 | 不適用 | 不適用 | 不適用 | 不適用 | 不適用 | 不適用 |
| 海選                             | 5      | 2.3%   | 3      | 1.4%   | 3      | 1.4%   | 4      | 1.8%   | 5      | 2.3%   |
| 投票人數                         | 215    | 215    | 215    | 215    | 216    | 216    | 217    | 217    | 219    | 219    |
| 出席                             | 1      | 不適用 | 2      | 不適用 | 3      | 不適用 | 2      | 不適用 | 1      | 不適用 |
| 沒有投票                         | 8      | 不適用 | 7      | 不適用 | 5      | 不適用 | 5      | 不適用 | 4      | 不適用 |
| 投票前退出：丹·穆泽和加里·帕爾默 |        |        |        |        |        |        |        |        |        |        |

#### 驗證投票
選舉結束後，會議立即舉行唱名投票，有25名成員表示將投票給眾議院議員以外的人或其他眾議員。唱名表決後，前總統唐納·川普在Truth Social上表示，反對埃默競選眾議院議長。
| 候選人      | 得票 | 得票率 |
| ----------- | ---- | ------ |
| 湯姆·埃默   | 193  | 90.6%  |
| 吉姆·喬丹   | 15   | 7.0%   |
| 邁克·約翰遜 | 4    | 1.9%   |
| 拜倫·唐納茲 | 1    | 0.5%   |
| 出席        | 5    | 不適用 |
| 沒有投票    | 6    | 不適用 |

### 第四次提名投票

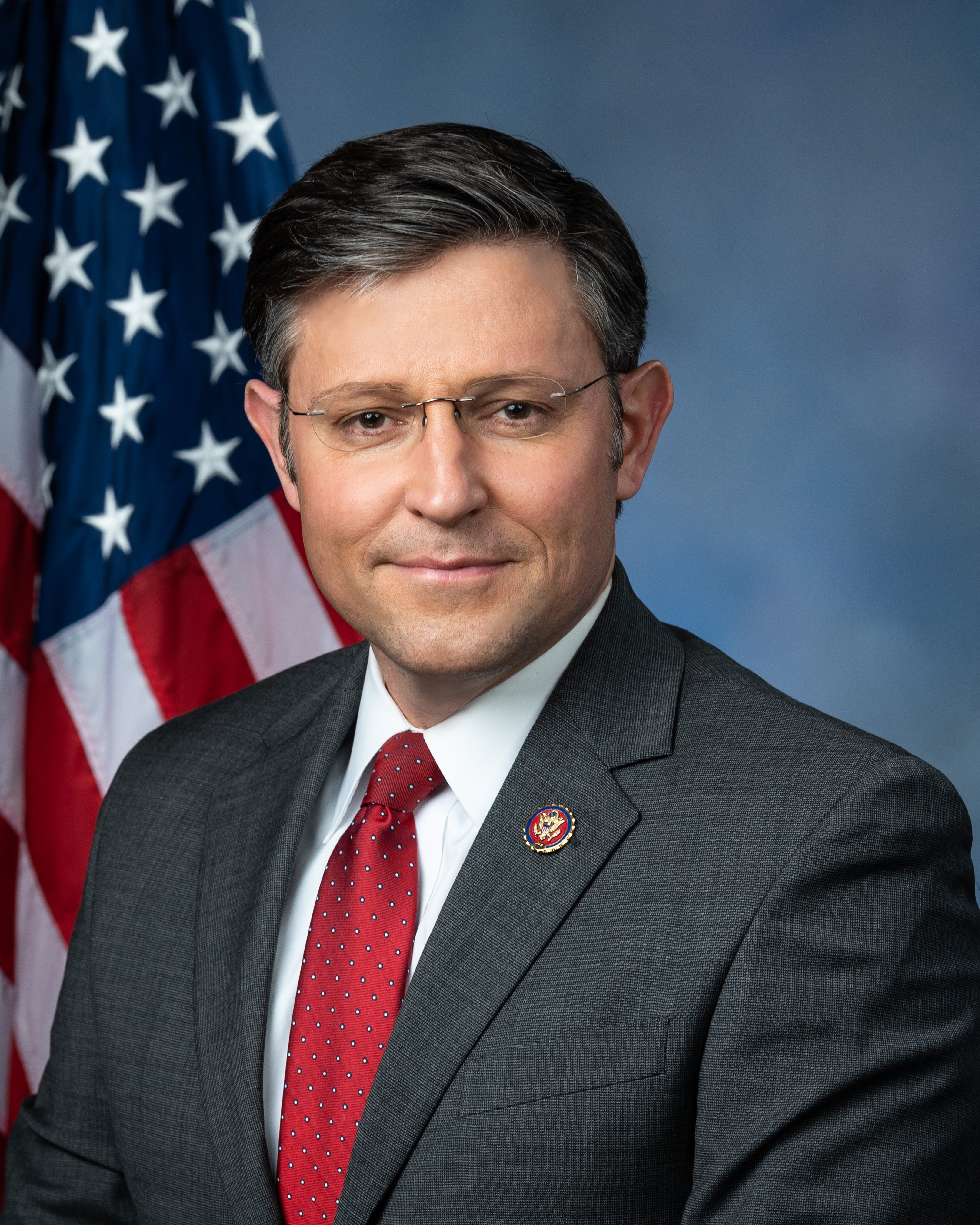
路易斯安那州眾議員邁克·約翰遜在埃默退出後獲得提名

埃默在被提名四小時後因確認無法取得足夠票數而宣布退選，共和黨會議隨即重新舉行候選人選舉，新一輪候選人論壇於10月24日下午6點開始。
| 候選人        | 第一輪 | 第一輪 | 第二輪 | 第二輪 | 第三輪 | 第三輪 |
| 候選人        | 得票   | 得票率 | 得票   | 得票率 | 得票   | 得票率 |
| ------------- | ------ | ------ | ------ | ------ | ------ | ------ |
| 邁克·約翰遜   | 85     | 42.1%  | 97     | 47.8%  | 128    | 63.7%  |
| 拜倫·唐納茲   | 32     | 15.8%  | 31     | 15.3%  | 29     | 14.4%  |
| 馬克·格林     | 23     | 11.4%  | 21     | 10.3%  | 不適用 | 不適用 |
| 羅傑·威廉斯   | 21     | 10.4%  | 20     | 9.9%   | 不適用 | 不適用 |
| 恰克·弗萊舍曼 | 10     | 5.0%   | 不適用 | 不適用 | 不適用 | 不適用 |
| 海選          | 31     | 15.3%  | 34     | 16.7%  | 44     | 21.9%  |
| 投票人數      | 202    | 202    | 203    | 203    | 201    | 201    |
| 出席          | 2      | 不適用 | 3      | 不適用 | 3      | 不適用 |
| 沒有投票      | 20     | 不適用 | 18     | 不適用 | 20     | 不適用 |

#### 驗證投票
共和黨會議隨後進行唱名投票，以觀察約翰遜的支持程度，10月25日再舉行現場投票。
| 候選人      | 得票 | 得票率 |
| ----------- | ---- | ------ |
| 邁克·約翰遜 | 196  | 100%   |
| 出席        | 3    | 不適用 |
| 沒有投票    | 22   | 不適用 |

## 选举

### 第1-3輪
第1輪議長選舉於2023年10月17日進行，眾議院有兩席空缺（RI-1和UT-2）。另外，佛羅里達州共和黨籍眾議員戈斯·比利拉基斯因參加家庭葬禮，缺席第一輪投票。眾議院共和黨會議主席、紐約州共和党籍眾議員埃莉斯·斯蒂芬尼克提名吉姆·喬丹，眾議院民主黨黨團主席、加利福尼亞州眾議員皮特·阿吉拉爾提名哈基姆·傑弗里斯。結果有20名共和黨眾議員並未投票給喬丹，全數民主黨眾議員投票給傑弗里斯。
第2輪投票於10月18日進行，俄克拉荷馬州共和黨籍眾議員湯姆·科爾提名喬丹，民主黨籍眾議員阿吉拉爾再次提名傑弗里斯。結果有22名共和黨眾議員並未投票給喬丹，全數民主黨眾議員投票給傑弗里斯。在第2輪投票中，未有投給喬丹的跑票問題，相比麥卡錫在一月份選舉中遇到的更大。
第3輪投票原定於10月19日舉行，但喬丹推遲投票，並表示支持短暫擴大派翠克·麥克亨利臨時議長權力的計劃。然而，共和黨團進行三個小時的閉門會議後，絕大部分共和黨籍眾議員反對短暫擴大動議。因此，喬丹宣布將於當天晚些時候進行第3輪投票，但其後再推遲至20日。
第3輪投票於10月20日進行，身為前眾議院議長的加利福尼亞州眾議員凱文·麥卡錫提名喬丹，民主黨眾議院黨鞭、馬薩諸塞州眾議員凱瑟琳·克拉克提名傑弗里斯。結果有25名共和黨籍眾議員並未投票給喬丹，另有4名眾議院議員缺席。
觀察家報表示，沒有投票給喬丹的共和黨籍眾議員屬於溫和派及傳統保守的派別，其中不少眾議員所屬選區競爭激烈，而喬丹被視為右翼人物，投票給喬丹不利於選民支持。
在前兩輪投票中沒有投票給喬丹的多名共和黨籍眾議員表示，自己和家人收到死亡威脅和其他安全威脅。肯·巴克、德魯·弗格森和馬里安內特·米勒-米克斯表示，收到死亡威脅。德魯·弗格森表示收到威脅資訊後，已要求警方保護其女兒。唐·培根亦表示，其妻子收到威脅資訊。
第3輪投票後，共和黨舉行內部會議，以不記名方式通過撤銷提名喬丹。
| 政党         | 政党         | 候选人                   | 第一轮 | 第一轮 | 第二轮 | 第二轮 | 第三輪 | 第三輪 |
| 政党         | 政党         | 候选人                   | 票数   | %      | 票数   | %      | 票數   | %      |
| ------------ | ------------ | ------------------------ | ------ | ------ | ------ | ------ | ------ | ------ |
|              | 民主党       | 哈基姆·傑弗里斯 (NY 8)   | 212    | 49.1%  | 212    | 49.0%  | 210    | 49.0%  |
|              | 共和黨       | 吉姆·喬丹 (OH 4)         | 200    | 46.3%  | 199    | 46.0%  | 194    | 45.2%  |
|              | 共和黨       | 史蒂夫·斯卡利斯* (LA 1)  | 7      | 1.6%   | 7      | 1.6%   | 8      | 1.9%   |
|              | 共和黨       | 派翠克·麥克亨利* (NC 10) | 不適用 | 不適用 | 不適用 | 不適用 | 6      | 1.4%   |
|              | 共和黨       | 凱文·麥卡錫* (CA 20)     | 6      | 1.4%   | 5      | 1.2%   | 2      | 0.5%   |
|              | 共和黨       | 李·澤爾丁*               | 3      | 0.7%   | 3      | 0.7%   | 4      | 0.9%   |
|              | 共和黨       | 湯姆·科爾* (OK 4)        | 1      | 0.2%   | 不適用 | 不適用 | 不適用 | 不適用 |
|              | 共和黨       | 湯姆·埃默* (MN 6)        | 1      | 0.2%   | 1      | 0.2%   | 1      | 0.2%   |
|              | 共和黨       | 麦克·加西亚* (CA 27)     | 1      | 0.2%   | 1      | 0.2%   | 1      | 0.2%   |
|              | 共和黨       | 托馬斯·馬西* (KY 4)      | 1      | 0.2%   | 不適用 | 不適用 | 不適用 | 不適用 |
|              | 共和黨       | 約翰·貝納*               | 不適用 | 不適用 | 1      | 0.2%   | 不適用 | 不適用 |
|              | 共和黨       | 拜倫·唐納茲*(FL 19)      | 不適用 | 不適用 | 1      | 0.2%   | 2      | 0.5%   |
|              | 共和黨       | 凱·格蘭傑*(TX 12)        | 不適用 | 不適用 | 1      | 0.2%   | 不適用 | 不適用 |
|              | 共和黨       | 甘迪絲·米勒*             | 不適用 | 不適用 | 1      | 0.2%   | 不適用 | 不適用 |
|              | 共和黨       | 布魯斯·魏斯特曼*(AR 4)   | 不適用 | 不適用 | 1      | 0.2%   | 1      | 0.2%   |
| 总票数       | 总票数       | 总票数                   | 432    | 100%   | 433    | 100%   | 429    | 100%   |
| 当选所需票数 | 当选所需票数 | 当选所需票数             | 217    | >50%   | 217    | >50%   | 215    | >50%   |

注：标*者未参选

### 第4輪
第4輪投票於10月25日進行，紐約州的埃莉斯·斯特凡尼克提名路易斯安那州的邁克·約翰遜，加州的阿吉拉爾提名紐約州的傑弗里斯。最終，約翰遜以220票當選眾議院議長，超過了獲勝所需的215票門檻。
| 政黨         | 政黨         | 候選人                 | 第四輪 | 第四輪 |
| 政黨         | 政黨         | 候選人                 | 票數   | %      |
| ------------ | ------------ | ---------------------- | ------ | ------ |
|              | 共和黨       | 邁克·約翰遜 (LA 4)     | 220    | 51.3%  |
|              | 民主党       | 哈基姆·傑弗里斯 (NY 8) | 209    | 48.7%  |
| 總票數       | 總票數       | 總票數                 | 429    | 100%   |
| 當選所需票數 | 當選所需票數 | 當選所需票數           | 215    | >50%   |
| 缺席         | 缺席         | 缺席                   | 4      | 不適用 |
| 空缺         | 空缺         | 空缺                   | 2      | 不適用 |

### 跑票議員
以下列出所有未投给所屬政黨的提名人或者缺席投票的眾議員。
| 众议员                 | 政党   | 选区  | 投给              | 投给     | 投给     | 投给     |          |      |      |
| 众议员                 | 政党   | 选区  | 10月17日          | 10月18日 | 10月20日 | 10月25日 |          |      |      |
| 众议员                 | 政党   | 选区  | 1                 | 2        | 3        | 4        |          |      |      |
| ---------------------- | ------ | ----- | ----------------- | -------- | -------- | -------- | -------- | ---- | ---- |
| 众议员                 | 政党   | 选区  | 小比森特·岡薩雷斯 | 民主党   | TX 34    | 傑弗里斯 | 傑弗里斯 | 缺席 | 缺席 |
| 小唐納德·佩恩          | 民主党 | NJ 10 | 傑弗里斯          | 傑弗里斯 | 缺席     | 傑弗里斯 |          |      |      |
| 不倫丹·博伊爾          | 民主党 | PA 2  | 傑弗里斯          | 傑弗里斯 | 傑弗里斯 | 缺席     |          |      |      |
| 盧·科雷亞              | 民主党 | CA 46 | 傑弗里斯          | 傑弗里斯 | 傑弗里斯 | 缺席     |          |      |      |
| 唐·培根                | 共和党 | NE 2  | 麦卡锡            | 麦卡锡   | 麥克亨利 | 約翰遜   |          |      |      |
| 戈斯·比利拉基斯        | 共和党 | FL 12 | 缺席              | 喬丹     | 喬丹     | 約翰遜   |          |      |      |
| 肯·巴克                | 共和党 | CO 4  | 埃默              | 埃默     | 埃默     | 約翰遜   |          |      |      |
| 洛丽·查韦斯-德雷默     | 共和党 | OR 5  | 麦卡锡            | 麦卡锡   | 麥克亨利 | 約翰遜   |          |      |      |
| 安东尼·德斯波西托      | 共和党 | NY 4  | 泽尔丁            | 泽尔丁   | 泽尔丁   | 約翰遜   |          |      |      |
| 馬里奧·迪亞斯-巴拉特   | 共和党 | FL 26 | 斯卡利斯          | 斯卡利斯 | 斯卡利斯 | 約翰遜   |          |      |      |
| 杰克·埃尔泽            | 共和党 | TX 6  | 加西亚            | 加西亚   | 加西亚   | 約翰遜   |          |      |      |
| 安德鲁·加巴里诺        | 共和党 | NY 2  | 泽尔丁            | 泽尔丁   | 泽尔丁   | 約翰遜   |          |      |      |
| 卡洛斯·希门尼斯        | 共和党 | FL 28 | 麦卡锡            | 麦卡锡   | 麦卡锡   | 約翰遜   |          |      |      |
| 托尼·岡薩雷斯          | 共和党 | TX 23 | 斯卡利斯          | 斯卡利斯 | 斯卡利斯 | 約翰遜   |          |      |      |
| 凯·格兰杰              | 共和党 | TX 12 | 斯卡利斯          | 斯卡利斯 | 斯卡利斯 | 約翰遜   |          |      |      |
| 约翰·詹姆斯            | 共和党 | MI 10 | 科尔              | 米勒     | 唐納茲   | 約翰遜   |          |      |      |
| 麥克·凱利              | 共和党 | PA 16 | 斯卡利斯          | 貝納     | 斯卡利斯 | 約翰遜   |          |      |      |
| 珍·基根斯              | 共和党 | VA 2  | 麦卡锡            | 麦卡锡   | 麥克亨利 | 約翰遜   |          |      |      |
| 尼克·拉洛塔            | 共和党 | NY 1  | 泽尔丁            | 泽尔丁   | 泽尔丁   | 約翰遜   |          |      |      |
| 道格·拉馬爾法          | 共和党 | CA 1  | 麦卡锡            | 喬丹     | 喬丹     | 約翰遜   |          |      |      |
| 迈克·劳勒              | 共和党 | NY 17 | 麦卡锡            | 麦卡锡   | 麥克亨利 | 約翰遜   |          |      |      |
| 約翰·羅斯福            | 共和党 | FL 5  | 斯卡利斯          | 斯卡利斯 | 斯卡利斯 | 約翰遜   |          |      |      |
| 麥克·辛普森            | 共和党 | ID 2  | 斯卡利斯          | 斯卡利斯 | 斯卡利斯 | 約翰遜   |          |      |      |
| 维多利亚·斯帕茨        | 共和党 | IN 5  | 马西              | 喬丹     | 喬丹     | 約翰遜   |          |      |      |
| 史提夫·沃麥克          | 共和党 | AR 3  | 斯卡利斯          | 斯卡利斯 | 斯卡利斯 | 約翰遜   |          |      |      |
| 范恩·布肯南            | 共和党 | FL 16 | 喬丹              | 唐納茲   | 唐納茲   | 約翰遜   |          |      |      |
| 德魯·弗格森            | 共和党 | GA 3  | 喬丹              | 斯卡利斯 | 斯卡利斯 | 約翰遜   |          |      |      |
| 馬里安內特·米勒-米克斯 | 共和党 | IA 1  | 喬丹              | 格蘭傑   | 麥克亨利 | 約翰遜   |          |      |      |
| 皮特·史陶伯            | 共和党 | MN 8  | 喬丹              | 魏斯特曼 | 魏斯特曼 | 約翰遜   |          |      |      |
| 布萊恩·菲茨派翠克      | 共和党 | PA 1  | 喬丹              | 喬丹     | 麥克亨利 | 約翰遜   |          |      |      |
| 韋斯利·杭特            | 共和党 | TX 38 | 喬丹              | 喬丹     | 缺席     | 約翰遜   |          |      |      |
| 小托馬斯·堅恩          | 共和党 | NJ 7  | 喬丹              | 喬丹     | 麥卡錫   | 約翰遜   |          |      |      |
| 馬庫斯·莫利納羅        | 共和党 | NY 19 | 喬丹              | 喬丹     | 澤爾丁   | 約翰遜   |          |      |      |
| 德瑞克·范·奧爾登       | 共和党 | WI 3  | 喬丹              | 喬丹     | 缺席     | 缺席     |          |      |      |

## 其他解決方法

### 呼籲兩黨合作
10月4日，民主黨籍眾議員小比森特·岡薩雷斯表示，願意與共和黨眾議員達成協議，支持屬於溫和派的臨時議長派翠克·麥克亨利或問題解決者核心小組共同主席布萊恩·菲茨派翠克出任議長。然而，10月5日，菲茨派翠克表示對競選議長沒有興趣，只對所屬選區的工作感興趣，亦是其唯一會競選的職位。
10月6日民主黨領袖哈基姆·傑弗里斯在《華盛頓郵報》一篇專欄中提議，願意和與親川普勢力決裂的共和黨眾議員合作，組建一個「兩黨執政聯盟」。傑弗里斯建議，眾議院應該進行重組，以協商一致方式促進治理，並促進對兩黨強烈支援的法案進行投票，認為這種方法將反映出不可避免的現實，即共和黨人依賴民主黨的支援來完成基本治理工作。在同一天，馬裡蘭州民主黨籍眾議員傑米·拉斯金在節目中建議，溫和派共和黨人應該與民主黨人達成執政協議，並支援傑弗里斯、獨立參議員安格斯·金或反川普共和黨人利茲·切尼或米特·羅姆尼擔任議長。民主黨籍眾議員布拉德·謝爾曼甚至提出由前總統喬治·W·布什成為下一任議長。
隨著投票開始，周遭的時局使選舉新議長的任務變得更加緊迫，特別是10月7日起爆發的以色列—哈馬斯戰爭，由於美國的所有立法活動都在眾議院議長空缺期間暫停運作，無法正式採取行動授權向以色列提供更多軍事援助。此外，亦需要向烏克蘭提供額外援助，以應對俄羅斯的入侵，這亦是9月30日導致政府將近停擺的其中一個兩黨爭論點，由於極右翼共和黨籍眾議員反對，令對烏克蘭的援助並不包括在臨時法案中，但民主黨籍眾議員認為可在眾議院获得多數票將其作为獨立法案頒佈。10月19日總統拜登發表全國電視講話，提議投入1050億美元，鞏固美國在全球事務中的領導地位，包括140億美元對以色列的援助和600億美元的烏克蘭援助。
此外，旷日持久的議長選舉影響2024財政年度聯邦預算的通過，9月30日頒佈的臨時撥款法案亦將於11月17日到期。
10月12日，在斯卡利斯放棄提名前，共和黨籍眾議員邁克·羅傑斯建議共和黨人必須與民主黨人合作選出一名議長。在斯卡利斯退出後，更多的共和黨人和民主黨人表示對兩黨聯盟持開放態度。

### 建議擴大臨時議長權力

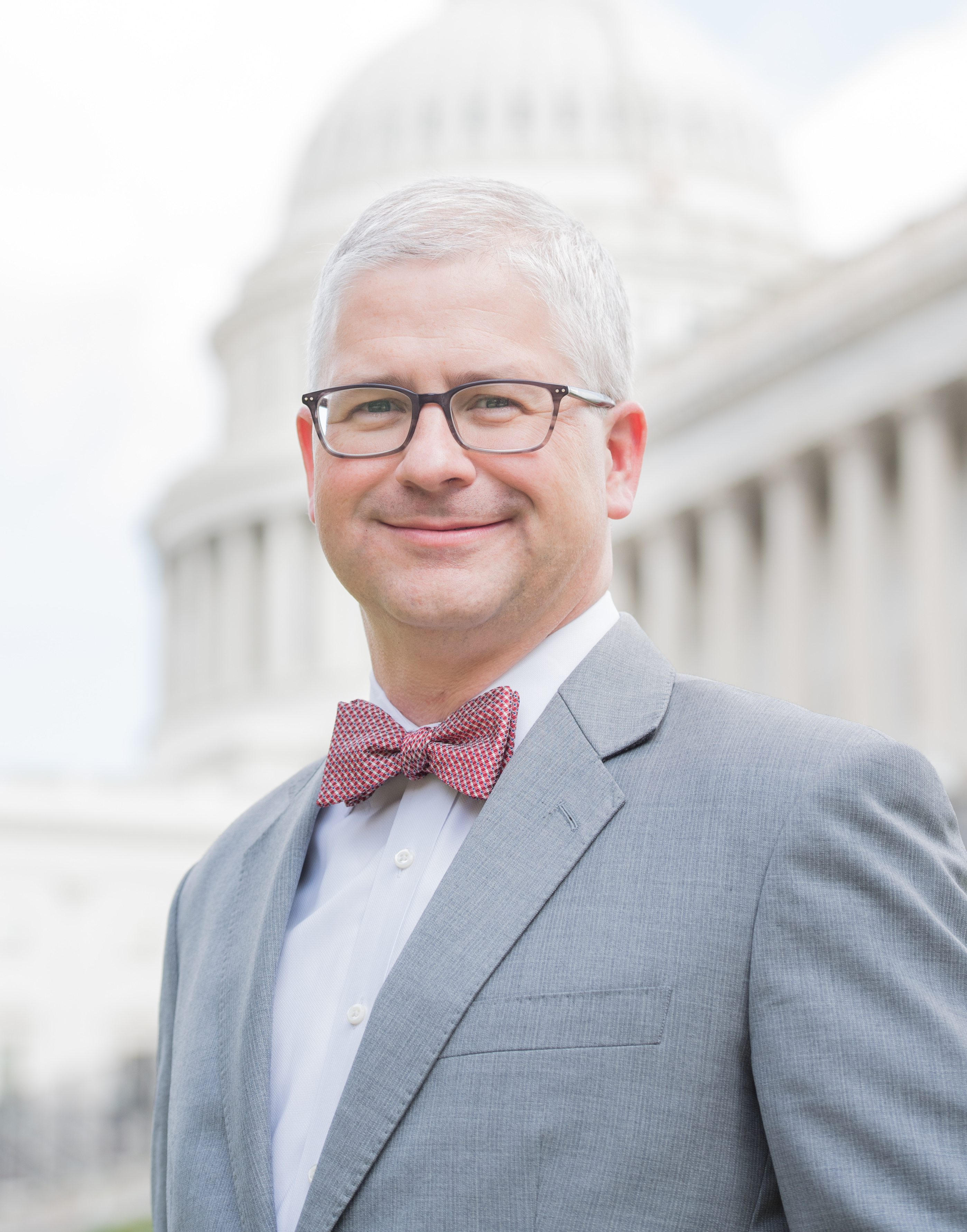
眾議院臨時議長帕特里克·麥克亨利

包括眾議院少數黨領袖哈基姆·傑弗里斯在內的兩黨成員表示，支持擴大眾議員派翠克·麥克亨利作為臨時議長的權力，直到選出一名新議長。
10月19日，吉姆·喬丹宣佈將支持暫時擴大麥克亨利作為臨時議長的權力至2024年1月3日的計劃。但當日稍晚，喬丹告訴記者，将不会提出擴大臨時議長權力的决议，因大多數眾議院共和黨人拒絕支持擴大臨時議長權力，他們認為擴大臨時議長的權力是對共和黨人的巨大背叛。